# Quichuana pogonosa
Quichuana pogonosa är en tvåvingeart som beskrevs av Fluke 1937. Quichuana pogonosa ingår i släktet Quichuana och familjen blomflugor. Inga underarter finns listade i Catalogue of Life.